# Mehmet Emin Toprak
Mehmet Emin Toprak (Yenice, 11 settembre 1974 – Çan, 2 dicembre 2002) è stato un attore turco.

## Biografia
Operaio di una fabbrica di ceramiche nella città natale, Yenice, viene scelto dal cugino regista Nuri Bilge Ceylan per interpretare i suoi primi tre film, Kasaba, Nuvole di maggio e Uzak.
Di ritorno dall'Ankara Film Festival, si mette in viaggio verso Yenice, con una macchina di seconda mano presa con lo stipendio di Uzak, intenzionato a riportare a casa la moglie appena sposata. Disgraziatamente nei paraggi di Çan i due hanno un incidente e l'attore muore sul colpo, mentre la moglie sopravvive. Aveva da poco saputo che Uzak sarebbe stato presentato al Festival di Cannes, promettendo alla moglie una luna di miele sulla croisette.
Toprak vince postumo il Prix d'interprétation masculine, con il partner Muzaffer Özdemir.

## Filmografia
- Kasaba, regia di Nuri Bilge Ceylan (1997)
- Nuvole di maggio (Mayis sikintisi), regia di Nuri Bilge Ceylan (1999)
- Uzak, regia di Nuri Bilge Ceylan (2002)